# Şerefeddin Sabuncuoğlu

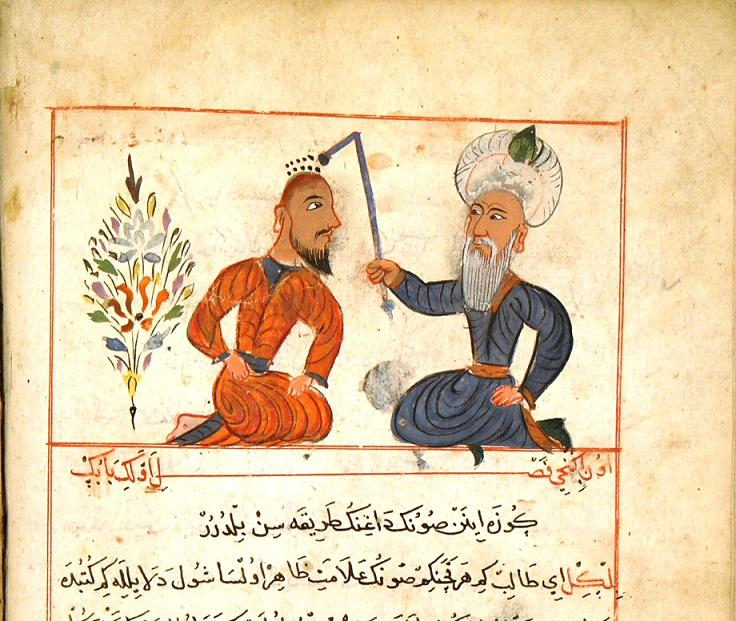
Illustration aus der „Chirurgie des Reichs“: Şerefeddin behandelt einen Patienten mit dem Brenneisen.

Şerefeddin Sabuncuoğlu (* um 1385; † 1468, osmanisch صابونجی اوغلی شرف الدّین) war ein ilchanisch-osmanischer Chirurg sowie Medizinschriftsteller. Er lebte in Amasya/Schwarzmeerregion im Osmanischen Reich.

## Leben und Werk

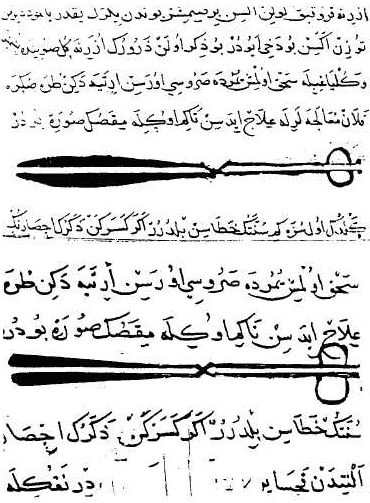
Beschreibung zweier Beschneidungs-Messer aus dem Cerrâhiyye-i Ilhâniyye

In der Frühzeit des Osmanischen Reichs war Amasya ein Zentrum für Handel und Künste. Şerefeddin arbeitete und lehrte als Spitalarzt im Krankenhaus von Amasya, das schon 1308 von den Seldschuken (bzw. Rum-Seldschuken) gegründet worden war.
Şerefeddin Sabuncuoğlu war der Verfasser des enzyklopädischen chirurgischen Werks Cerrâhiyye-i Ilhâniyye / جراحیهٔ إلخانیه / ‚Chirurgie des Reichs, Chirurgie der Ilkhanen, „kaiserliches Chirurgie-Buch“‘, des ersten in osmanisch-türkischer Sprache geschriebenen illustrierten chirurgischen Lehrbuchs, geschrieben 1465, als Şerefeddin schon etwa 80 Jahre alt war. Das Buch ist in drei Kapitel unterteilt, reich bebildert und behandelt insgesamt 191 Themen auf 412 Seiten.
Die „Chirurgie des Reichs“ beruhte im Wesentlichen auf der letzten Abhandlung im Kitāb at-Taṣrīf von Abulcasis. Eine eigenständige wissenschaftliche Leistung stellt aus heutiger Sicht die wahrscheinliche Erkenntnis des Pneumothorax und seiner Behandlung dar. Weiter beschreibt Şerefeddin eine mit einem speziellen Skalpell (mibza) durchzuführende Methode zur Behandlung der Hypospadie und die Ligatur der Schläfenarterie zur Behandlung der Migräne. In den Abschnitten über Neurochirurgie sind erstmals auch Frauen als Chirurgen abgebildet. Eine weitere Innovation stellt der Versuch einer Behandlung der Ischialgie dar.

## Erhaltene Manuskripte
Drei originale Manuskripte sind erhalten, zwei davon werden Şerefeddin Sabuncuoğlu selbst zugeschrieben. Eine befindet sich in der Millet-Bibliothek in Istanbul (Nr. 79/353), eine im Çapa Medical History Department der Universität Istanbul (TY, Nr. 263), die dritte wird in der Bibliothèque nationale de France in Paris (Suppl., Turcs, Nr. 693) aufbewahrt.

## Werkausgaben
- Cerrahiye-I Ilhyniye. Istanbul (Fatih National library, Nr. 79) 1465 (Handschrift).
- P. Huard, Mirko D. Grmek: Le premier manuscrit chirurgical turc rédigé par Charaf ed-Din (1465). Paris 1960 (140 Miniaturen).